# تومي جونز (لاعب كرة قاعدة)
تومي جونز (بالإنجليزية: Tommy Johns)‏ هو لاعب كرة قاعدة أمريكي، ولد في 7 سبتمبر 1851 في بالتيمور في الولايات المتحدة، وتوفي بنفس المكان في 13 أبريل 1927.